# Eli'ezer Mozes
Eli'ezer Mozes (hebrejsky אליעזר מוזס, celým jménem מנחם אליעזר מוזס, Menachem Eli'ezer Mozes) je izraelský politik a poslanec Knesetu za stranu Sjednocený judaismus Tóry.

## Biografie
Narodil se 20. října 1946. Bydlí v Jeruzalému, je ženatý, má deset dětí. Absolvoval náboženská studia na školách typu ješiva. Hovoří jidiš.

## Politická dráha
Má za sebou působení jako úředník na ministerstvu školství se zodpovědností za ultraortodoxní Židy. Zabýval se přípravou a zakládáním pečovatelských domů pro seniory a pro mladé páry.
Do Knesetu nastoupil po volbách roku 2009, ve kterých kandidoval za stranu Sjednocený judaismus Tóry, která hájí zájmy ultraortodoxních Židů. Stal se předsedou jejího parlamentního klubu. Dále je členem výboru Knesetu pro ekonomické záležitosti, výboru House Committee, výboru pro vzdělávání, kulturu a sport a dále vyšetřovací komise pro integraci arabských zaměstnanců do veřejného sektoru.
Ve volbách v roce 2013 svůj poslanecký mandát obhájil. Mandát obhájil rovněž ve volbách v roce 2015.